# William Bennet Stevenson
William Bennet Stevenson (c. 1787 – después de 1830) fue un explorador británico. Vivió muchos años en América del Sur durante la época de las guerras de independencia hispanoamericanas y escribió un libro sobre sus experiencias y observaciones.

## Biografía
Se cree que Stevenson nació alrededor de 1787, pero nada se sabe de sus primeros años de vida.
Alrededor de 1803 desembarcó en la costa de Chile, en La Araucanía, que en ese momento solo estaba habitado por indígenas. Su intención era viajar por el país. Al ingresar en Arauco fue detenido como prisionero con el pretexto de que había estallado la guerra entre España e Inglaterra. Fue trasladado sucesivamente a Concepción, Callaoy Lima, donde estuvo encarcelado durante ocho meses. Su libertad se fue extendiendo gradualmente, y se le permitió residir en la ciudad y hacer excursiones a las provincias adyacentes.
En 1808, Stevenson se convirtió en secretario privado de Manuel Ruiz Urriés de Castilla, presidente y capitán general de Quito, en donde, en el estallido de la Guerra de la Independencia de Ecuador, se unió a los insurgentes. En diciembre de 1810 fue nombrado gobernador de Esmeraldas con el título de teniente coronel. En 1818, Lord Cochrane llegó a América del Sur y, al convertirse en ciudadano chileno, tomó el mando de la marina chilena en la Guerra de la Independencia de Chile. Stevenson se convirtió en su secretario y participó en muchas de sus operaciones navales.
Después de veinte años de residencia en América del Sur, Stevenson volvió a visitar Inglaterra alrededor de 1824.

## Publicación

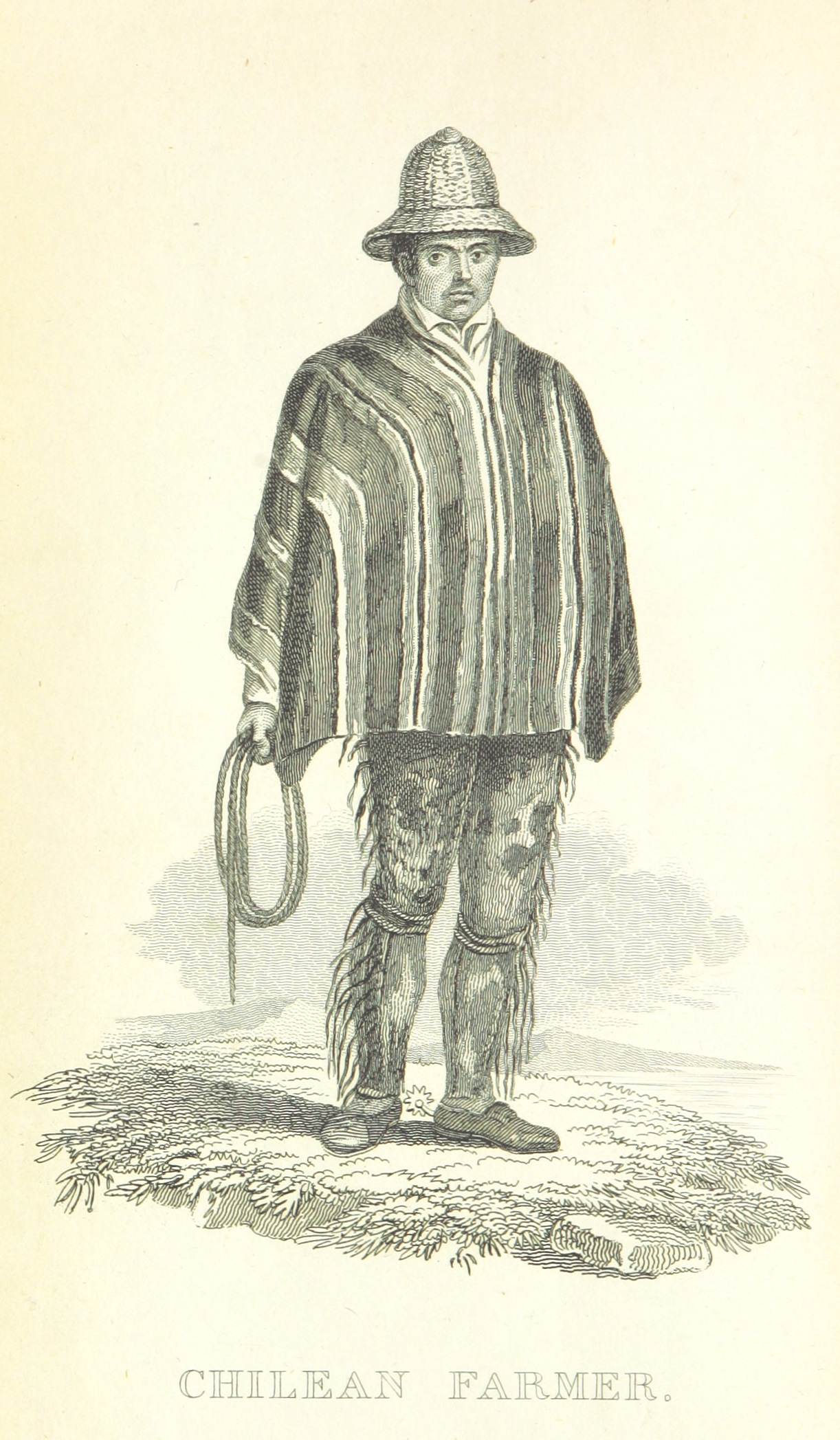
Un agricultor chileno: ilustración incluida en el libro de Stevenson.

Mientras estuvo en Inglaterra, publicó los resultados de sus experiencias en Estados Unidos en una obra titulada A Historical and Descriptive Narrative of Twenty Years' Residence in South America (en español: Una narrativa histórica y descriptiva de la residencia de veinte años en América del Sur) (Londres, 1825). El libro es de gran valor para el período de las guerras de independencia hispanoamericanas, y aprovechó sus oportunidades únicas para la observación. William H. Prescott utilizó el libro Stevenson en su History of the Conquest of Peru. Las traducciones al francés y al alemán se publicaron en París y Weimar, respectivamente, en 1826.
Regresó al Perú a fines de 1825.
En 1827, Stevenson viajó a Grecia donde instaló una plantación de papas. Abandonó la empresa al año siguiente por mala salud. Se cree que estuvo vivo en 1830, pero se desconoce la fecha y el lugar de su muerte.